# Here Come the Waves
Here Comes the Waves è un film statunitense del 1944 diretto da Mark Sandrich.